# Negușeni, Bacău
Negușeni este un sat în comuna Roșiori din județul Bacău, Moldova, România.